# Autoría de los escritos joánicos

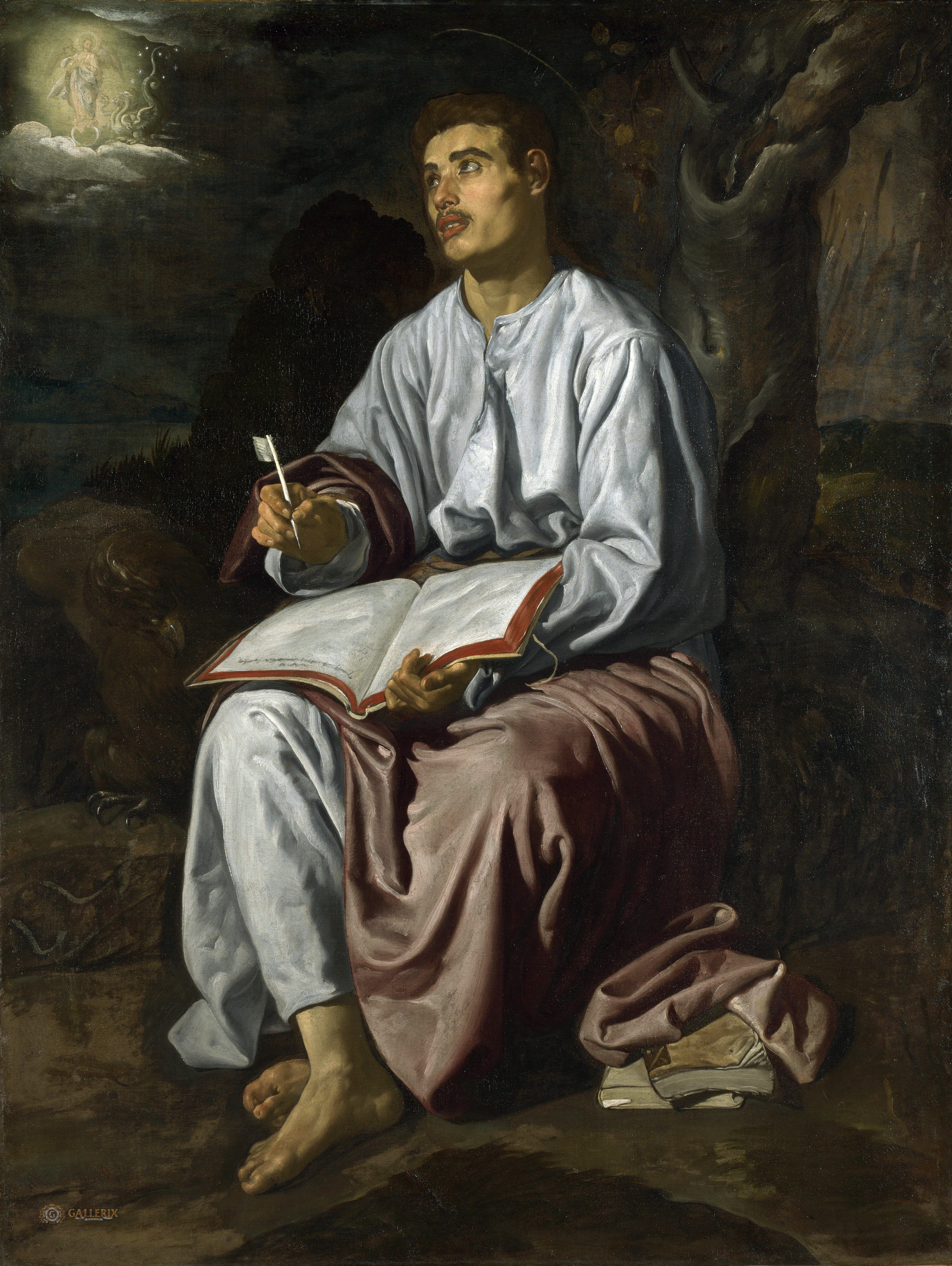
San Juan en Patmos, de Velázquez.

Los escritos joánicos son el Evangelio de Juan; la primera, la segunda y la tercera epístola de Juan, y el Apocalipsis. Todos ellos comparten ciertas similitudes en el trasfondo teológico, pero también hay diferencias que originan debate hoy.
Tradicionalmente, estos libros del Nuevo Testamento se han atribuido a Juan el Apóstol, de quien se asume que es el mismo que el Evangelista; sin embargo, especialmente desde que hay una crítica fuerte, la cuestión sobre la autoría de los escritos joánicos ha sido disputada. Anteriormente, la cuestión de la autoría de los cinco libros era apenas tocada. Sin embargo el decreto del Concilio del año 382, diferencia el Evangelio, la primera epístola y el libro del Apocalipsis, que son atribuidos a Juan el Apóstol, mientras que la segunda y tercera epístolas se atribuyen a Juan el Presbítero.
En la actualidad, los textos siguen siendo aproximados separadamente; los puntos de vista en materia de la autoría varían desde afirmar que son del Apóstol, a afirmar que el autor es otro, llamado Juan por conveniencia, a teorías de autoría en grupo.

## Historia del uso de los escritos joánicos
En los primeros dos siglos del cristianismo, el Evangelio de Mateo fue el instrumento primario de catequesis— Juan ha sido siempre considerado el último en ser escrito, tradicionalmente se da la fecha de autoría entre los años 90 y el 100, aunque los estudios modernos sugieren a menudo una fecha todavía posterior. Bajo la influencia de Ireneo y su "canon de la verdad" de los cuatro evangelios, el Evangelio de Juan se convirtió en la piedra angular de la catequesis bautismal en Roma. Durante el Primer Concilio de Nicea, el Evangelio fue uno de los mayores soportes de la alta Cristología propuesta por los padres del concilio.
Por un lado, varios padres de la Iglesia del siglo II nunca citaron a Juan, y por otro lado, el comentario escrito más antiguo de cualquier libro del Nuevo Testamento fue el escrito sobre Juan por Heráclito, un discípulo del gnóstico Valentinius. Los Manuscritos de Nag Hammadi muestran que muchos de los primeros lectores del Evangelio de Juan respondían al texto en "sorpresivas e imaginativas maneras" (Pagels 2003 p. 115&ndash117). Orígenes, Agustín, Juan Crisóstomo y Cirilo de Alejandría hicieron comentarios de los trabajos joánicos, siendo los de Agustín los más numerosos. En la Edad Media, comentarios importantes fueron escritos por Ruperto de Deutz y Tomás de Aquino.

## Historia de la escuela crítica
La era de la escuela crítica de las obras comenzó con la obra de K.G. Bretschneider en 1820 sobre la autoría joánica. Bretschneider cuestionaba la autoría apostólica del Evangelio, e incluso declaraba con base en el poco conocimiento que el autor parecía tener del territorio de Palestina. Él razonó que, ya que el significado y naturaleza del Jesús presentado en el Evangelio de Juan era muy diferente al de los Evangelios sinópticos, su autor no podía haber sido un testigo presencial de los eventos. Bretschneider citó el carácter apologético de Juan, indicando una fecha posterior de composición.
Siguiendo la filosofía de Hegel, F.C. Baur negó cualquier valoración histórica del Cuarto Evangelio. Declaró que se trataría solamente del trabajo de síntesis de una tesis-antítesis de acuerdo al modelo Hegeliano—síntesis entre la tesis Judeocristiana (representada por Pedro) y antítesis del cristianismo gentil (representada por Pablo). También citaría en sus epístolas una síntesis con las fuerzas opuestas dualistas del Gnosticismo. Por entonces se asignó al Evangelio una fecha de redacción en torno al año 170. Algunos críticos modernos utilizan esta referencia para una datación tardía del Evangelio.

## El Evangelio

### Crítica literaria en elsigloXIXe inicios delXX
Aunque el movimiento crítico alcanzó casi un completo acuerdo sobre las hipótesis de las dos fuentes sobre los Evangelios sinópticos, no se ha llegado a ningún acuerdo sobre las fuentes literarias de los escritos joánicos. Probablemente un ejemplo típico de teoría crítica sobre el desarrollo de estas fue dado por Julius Wellhausen en 1908. Él hipotetizó sobre un documento base que fue grandemente modificado por un editor posterior. Según él se podía separar el documento base de las ediciones, alabando el documento base, y condenando al editor posterior por su intrusión. Otros críticos, como E. Schwarz, listaron docenas de "aporías" o indicaciones de ruptura en las narrativas y los discursos.
El criticismo en el temprano siglo veinte se centraba en la idea del Logos (verbo), que fue percibido como un concepto helenista. Así, H. J. Holtzmann hipotetizó sobre una dependencia de la obra de Philo Judaeus; Albert Schweitzer consideró la obra como una versión helenizada del misticismo paulino, mientras que R. Reitzenstein buscó el origen de la obra en las religiones mistéricas egipcia y persa.
Rudolf Bultmann tomó una aproximación diferente a la obra. Hipotetizó un origen Gnóstico (específicamente del Mandeísmo) para la obra. Hizo notar las similitudes con el corpus Paulino, pero le atribuyó esto al fondo común helenístico. Declaró que los muchos contraste en el Evangelio, entre la luz y la oscuridad, la verdad y la mentira, arriba y abajo, etc., muestran una tendencia al dualismo, explicada por las raíces gnósticas de la obra. A pesar del origen gnóstico, Bultmann le atribuye al autor varias mejoras sobre el gnosticismo, como la postura judeocristiana de la creación y la desmitificación del papel de Redentor. Su análisis dejó al Evangelio como una investigación sobra Dios que es completamente Otro y trascendente, y sin dejar lugar en la visión del autor para la Iglesia o los sacramentos.
El análisis de Bultmann es aún ampliamente empleado en países de habla alemana, aunque con muchas correcciones y discusiones. Igualmente se han hecho amplias refutaciones a su análisis. Hoy en día, muchos exégetas cristianos rechazan gran parte de la teoría de Bultmann, pero aceptan algunas de sus intuiciones. Por ejemplo, J. Blank usa a Bultmann en su discusión sobre el Juicio Final y W. Thüsing lo usa para discutir la ascensión y glorificación de Jesús.
En el mundo de habla inglesa, Bultmann ha tenido menos impacto. En su lugar, los estudiosos tienden a continuar la investigación de las teorías helenísticas y platónicas, generalmente regresando a teorías cercanas a las de la interpretación tradicional. Por poner un ejemplo, G.H.C. McGregor (1928) y W.F. Howart (1943) pertenecen a este grupo.
Charles Alfred Honoré Guignebert, que fue profesor de historia del cristianismo en La Sorbona y uno de los más importantes autores sobre el cristianismo primitivo a principios del siglo XX, dice:
"Más tarde estudiaremos el cuarto evangelio, pero en lo referente a él, son muy claras las conclusiones de la crítica liberal; es posterior a los otros, que ha utilizado deformándolos; es muy dudoso que conociera otras tradiciones precisas que las que contienen estos. No se podría atribuir al apóstol Juan, y no tiene ningún valor propiamente histórico; no es más que una 'contemplación mística del Evangelio' (Loisy); obra de un judeo-cristiano, muy al tanto de las especulaciones de Filón de Alejandría o de su escuela" ("Manual de historia antigua del cristianismo", ISBN 987-22675-6-1, pág. 50)

### Crítica reciente
El descubrimiento de los Manuscritos del Mar Muerto en Qumrán marcaron un cambio en la escuela joanina. Muchos de los himnos, que se presume vienen de una comunidad Esenia, contienen el mismo juego entre opuestos —luz y oscuridad, verdad y mentira— que el Evangelio contiene. Por lo tanto la hipótesis de que el Evangelio se basaba en el Gnosticismo cayó en desuso. Muchos sugirieron que Juan el Bautista perteneció a la comunidad Esenia, y si Juan el Apóstol fue anteriormente discípulo del Bautista, pudo haber sido influenciado por su enseñanza.
La revolución resultante en la escuela joánica fue denominada la nueva visión por J.A.T. Robinson, que acuñó la frase en 1957 en Oxford. De acuerdo a Robinson, esta nueva información ponía la cuestión de la autoría en una postura relativa. Consideró la existencia de un grupo de discípulos alrededor del anciano Juan el Apóstol que escribieron sus memorias, mezclándolas con especulación teológica, modelo que ya había sido utilizado por Renan en Vie de Jésus ("La vida de Jesús", 1863). El trabajo de estos estudiosos llevó el consenso otra vez a un origen Palestino del texto, en vez de un origen helenístico favorecido por los críticos de décadas anteriores.
En cualquier caso, la "fiebre de Qumrán" que se originó por el descubrimiento de los Manuscritos está decayendo gradualmente, con las teorías de influencias gnósticas en las obras joánicas volviendo a ser propuestas, en especial en Alemania. Algunas posturas recientes han visto la teología de los escritos joánicos como directamente opuestas a los "cristianos de Tomás" (Riley 1995; Pagels 2003).

### Historicidad
Con la excepción de la Vie de Jésus de Renan, que alababa los detalles históricos y geográficos presentes en el Evangelio, prácticamente todos los críticos anteriores al siglo XX negaban cualquier valor histórico a la obra, basándose sobre todo en sus conclusiones sobre siete tesis particulares: primero, que la tradición de la autoría por Juan el Apóstol fue creada a posteriori para dar soporte a la autoridad del libro; segundo, que el libro no procede ni siquiera indirectamente del relato de un testigo ocular; tercero, que el libro fue escrito como una obra apologética, no como historia; cuarto, que la tradición sinóptica fue usada y adaptada muy libremente por el autor; quinto, que estas desviaciones no eran debidas a la aplicación de otras fuentes desconocidas a los autores de los evangelios sinópticos; sexto, que los discursos en el Evangelio expresan no las palabras de Jesús, sino las del evangelista; y por lo tanto, que el cuarto Evangelio no tiene ningún valor como suplemento de los sinópticos.
Se apuntan algunos pasajes como soporte a favor del carácter histórico de algunos hechos contenidos en el relato evangélico:
- En el segundo capítulo, cuando Jesús limpia el Templo de Jerusalén, los judíos le dicen que el Templo ha estado bajo construcción por 46 años. Dicha construcción comenzó el año 20 a. C. bajo Herodes el Grande, fechando la limpieza del Templo en el año 27, precisamente cuando los estudiosos modernos ubican el comienzo del ministerio de Jesús.
- Similarmente, la cronología de Juan sobre la muerte de Jesús parece más realista, ya que los Evangelios Sinópticos tienen el juicio antes del Sanedrín en el primer día de la Pascua, que era día de descanso, mientras que en el relato de Juan los hechos se producen en la Paresceve. Se indican así determinados datos que resultarían incompatibles con el relato sinóptico: Simón de Cirene que vuelve de trabajar del campo, mujeres que van a comprar ungüentos, José de Arimatea que compra una sábana, etc. Sin embargo, esto podría ser solamente debido a que los autores de los evangelios tendrían un recuento más claro y neutral de los eventos que como sería visto por alguien en el presente.
- La descripción de Jerusalén se ajusta más a la situación anterior a los sucesos del año 70, concretamente son exactos los detalles relacionados con el estanque de Siloé, el pórtico de Salomón como lugar de resguardo durante el invierno y el pavimento de losas del pretorio de Pilato. Las noticias del cap. 4 acerca del  estanque Bethesda son correctas en cuanto al nombre situación y estructura.[1]
- Parecen exactas las alusiones del Cap. 4 de Juan en relación con los samaritanos a su teología, su práctica del culto en el Monte Guerizín y la localización del pozo de Jacob.[1]
- Los temas teológicos vienen marcados por el calendario religioso, particularmente en relación con la Pascua (cap. 6) y la fiesta de los tabernáculos (caps. 7-8) reflejan según Raymond E. Brown un conocimiento exacto de las ceremonias y lecturas sinagogales asociados a estas fiestas.[1]
- Burney ha señalado, como la generalidad de los críticos desde Grocio apuntan que la lengua materna del autor es semítica.[2] Por otra parte existen diversas transliteraciones contextuales, pero a diferencia de lo que sería esperable en un judío del siglo II se trata de arameísmos pero no de hebraísmos. En general vocabulario en griego es muy pobre se encuentran no más de mil vocablos distintos.[3]
- Fredriksen 2002 (ver también ) ve la explicación del arresto y crucifixión de Jesús en el Cuarto Evangelio como la más plausible históricamente: "La motivación de los sacerdotes es clara y tiene sentido común: 'Si dejamos que [Jesús] continúe... los Romanos vendrán y destruirán nuestros lugares sagrados y nuestra nación.' Caifás continúa, 'Es necesario que un solo hombre muera por el bien del pueblo, a que toda la nación perezca' (Jn 11,48-50)".

### Autoría

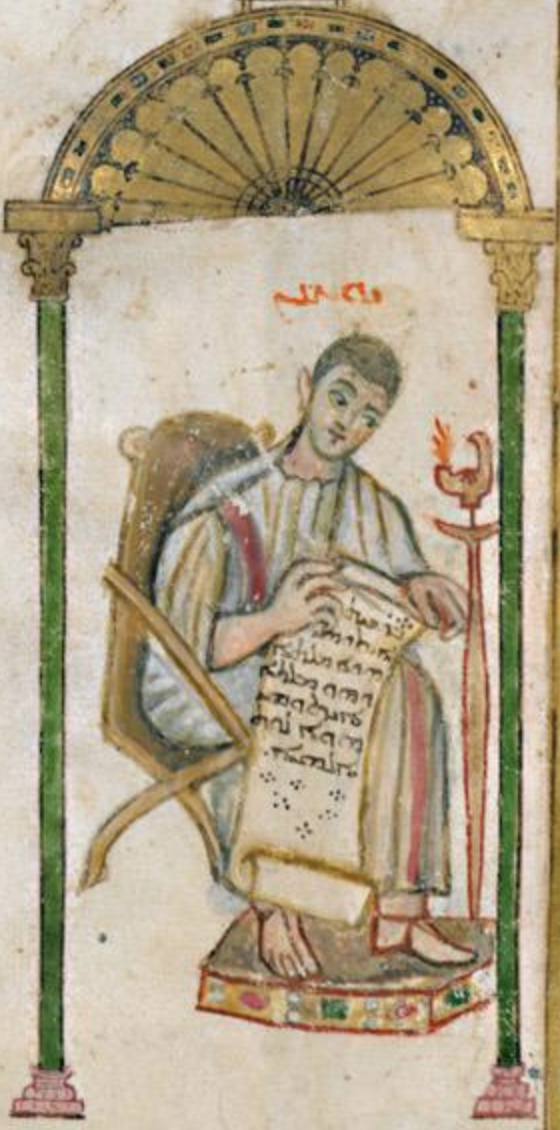
Juan el Evangelista, Evangelios de Rábula.

#### Crítica temprana
De acuerdo con algunos críticos, las primeras personas en usar el Evangelio de Juan fueron los gnósticos desde principios hasta mediados del segundo siglo, basándose en los comentarios hechos a Juan por los Gnósticos Ptolomeo y Heracleón, citados por Ireneo y Orígenes. Otros van más allá y declaran que el autor mismo era Gnóstico, citando similitudes con el Evangelio de Tomás y el Evangelio de Felipe.
El primer testigo certero de la teología joánica entre los Padres de la Iglesia es Ignacio de Antioquía, cuya Carta a los filipenses se basa en Juan 3,8 y alude a Juan 10,7-9 y a Juan 14,6. Esto indicaría que el Evangelio era conocido en Antioquía antes de la muerte de Ignacio, ocurrida hacia el año 107. Para mediados del siglo II, Policarpo de Esmirna usaba expresiones sacadas de las cartas de Juan.
El testimonio más temprano del autor es el de Papías de Hierápolis, preservado en fragmentos de citas en la historia de la Iglesia de Eusebio. Este texto es por consecuencia un tanto oscuro. Eusebio dice que deben distinguirse dos diferentes Juanes, Juan el Apóstol, y Juan el Presbítero, siendo el Evangelio asignado al Apóstol y el Apocalipsis al presbítero.
El testimonio de Ireneo, basado en Papías, representa la tradición en Éfeso, donde Juan el Apóstol se dice que vivió. Ireneo era discípulo de Policarpo, por lo tanto, de segunda generación luego del apóstol. Ireneo declara inequívocamente que el apóstol es el autor del Evangelio. Algunos críticos rechazan la referencia de Ignacio de Antioquía como referida al Evangelio, y citan a Ireneo como el primero en usarlo. Algunos van más allá y declaran que Ireneo es el autor (o al menos el último editor final) del libro. Estos críticos declaran que la teoría de la autoría joánica fue creada por la Iglesia primitiva para darle más autoridad a la obra que usaban para combatir el gnosticismo.
El reciente descubrimiento del fragmento de San Juan (papiro P52 de la Biblioteca John Rylands), fechado típicamente alrededor de los años 100-150 (aunque algunos lo hacen hasta el 175), sugiere que el texto del Evangelio de Juan se dispersó rápidamente por Egipto. Conforme el texto se dispersaba por Egipto, varios pedazos de información legendaria fueron preservados. Clemente de Alejandría menciona la actividad misionera de Juan el Apóstol en Asia Menor, y continúa, "En cuanto a Juan, el último, al ver que en los Evangelios se cuenta de las cuestiones corporales, apoyado por sus discípulos e inspirado por el Espíritu Santo, escribió un Evangelio espiritual". (Quis dives salvabitur 42,1). Orígenes responde, cuando se le pregunta cómo es que Juan coloca la limpieza del Templo al inicio en vez de al final, "Juan no siempre dice la verdad literalmente, sino que siempre dice la verdad espiritualmente" (Comentario a Juan 10.4.6). En Alejandría, la autoría del Evangelio y la primera epístola nunca fue cuestionada.
En Roma se dio el único rechazo temprano a la autoría juanina del cuarto Evangelio y del Apocalipsis. Los alogis que eran adversarios del montanismo dijeron que estas obras fueron escritas en realidad por el gnóstico Cerinto, que era un adversario de Juan el Evangelista.
Ireneo de Lyon los combatió, afirmando que los alogis intentaban suprimir la enseñanza del Espíritu Santo para poder vencer al Montanismo, y como resultado negaban la autoría del Evangelio de Juan y su autoridad. Después Epifanio llamó a este grupo, seguidores del sacerdote Cayo, los alogoi (ἄλογοι), término que puede traducirse del griego tanto como "los sin palabra" como "los sin razón".

#### Crítica moderna
Los documentos sobre la autoría tradicional del Evangelio tienen ciertos puntos débiles que han sido explotados por los críticos. Ireneo es acusado de hacer a Papías de Hierápolis un discípulo de Juan el Apóstol para dar soporte a sus propias teorías: Eusebio mostró luego que Papías fue discípulo de Juan el Presbítero. Pero incluso Eusebio no escapa a la crítica. Sus citas a Juan el Presbítero parecen motivadas por sus argumentos de la autoría del Apocalipsis. Las memorias de Ireneo sobre el testimonio de Policarpo son memorias infantiles, y carecen de claridad. Por ejemplo, cita las relaciones de Policarpo y "Juan", pero nunca especifica de qué Juan se trata.
El Evangelio de Juan declara explícitamente que fue escrito por el "discípulo amado por Jesús", por lo que se ha hecho un gran esfuerzo para determinar de qué persona se podría tratar. Tradicionalmente es identificado como Juan el Apóstol, ya que de otra manera, uno de los más importantes apóstoles de los otros Evangelios no sería mencionado dentro del Cuarto Evangelio. Sin embargo, algunos críticos han sugerido algunas otras posibilidades. Filson y Sanders sugieren a Lázaro de Betania, ya que Juan 11,31.36 indican explícitamente que Jesús lo "amaba", y esto está implicado en el Evangelio secreto de Marcos. Sin embargo, el hecho de que Lázaro no sea mencionado en el ministerio de Galilea, y que no haya una tradición amplia sobre la actividad apostólica de Lázaro luego de la muerte de Jesús, deja esta teoría en duda. Parker sugiere que este discípulo podría ser Juan Marcos; sin embargo, los Hechos de los Apóstoles indican que Juan Marcos era muy joven y llegado después como discípulo. J. Colson sugiere que "Juan" era un sacerdote de Jerusalén, explicando así la mentalidad sacerdotal en el Cuarto Evangelio. R. Schnackenburg sugiere que "Juan" era un residente desconocido de Jerusalén que se encontraba dentro del círculo de amigos de Jesús. El Evangelio de Felipe y el Evangelio de María Magdalena identifican a María Magdalena como la discípula que Jesús amaba, conexión analizada por Esther de Boer (en Meyer 2004) y hecha notoria en la obra de ficción El código Da Vinci. Finalmente, pocos autores, como Loisy, Bultmann y Hans-Martin Schenke, ven a "Juan" como una creación puramente simbólica, un pseudónimo idealizado para un grupo de autores.
Además de las dudas sobre la identificación del "discípulo a quien Jesús amaba" con el apóstol Juan, también queda la cuestión de si este apóstol fue el autor de los textos. Se han dado varias objeciones a la autoría de Juan el Apóstol. Primero que nada, el Evangelio de Juan es un recuento altamente intelectual de la vida de Jesús, lo que requiere un buen nivel de educación. Pero los Evangelios sinópticos están de acuerdo en que Juan era un pescador, quien seguramente no tendría mucha educación. Contra esta objeción, se puede notar que Juan no era pescador a jornal, sino alguien que podría tener su propio barco, y por tanto podría tener acceso a suficiente ingreso para pagar una enseñanza. Sin embargo, los Hechos de los Apóstoles se refieren a Juan como "sin educación" o "iletrado".
Una segunda objeción a la autoría de Juan el Apóstol está en la importancia dada a las tradiciones de Jerusalén, lo que sería inusual para un galileo. La respuesta usualmente dada a esta objeción es que el conocimiento de Jerusalén mostrado en el texto no es más que lo que un peregrino anual podría saber. El interés de Juan por Jerusalén parece ser totalmente dependiente de su interés en Jesús.
Finalmente, se objeta que el "discípulo al que Jesús amaba" no es mencionado antes de la Última Cena, así que este discípulo no podría haber sido un testigo visual de los primeros eventos del Evangelio. Sin embargo, la tradición ha identificado a este discípulo con el discípulo sin nombre del primer capítulo. La estructura del Evangelio también explica parcialmente la "desaparición" de los discípulos del centro de acción. Los primeros doce capítulos, el "Libro de los Signos", hablan de la prédica y milagros de Jesús a los judíos, mientras que el relato de la Última Cena se concentra en su relación particular con sus discípulos.
La posibilidad de una autoría colectiva del cuarto Evangelio se basa en diferencias estilísticas y de discurso narrativo. En particular, el capítulo 21 es muy diferente estilísticamente del cuerpo principal del Evangelio, y se piensa que podría ser una adición posterior. R.E. Brown (1970) distingue cuatro etapas de desarrollo: la tradición conectada directamente con el apóstol, una edición parcial de sus discípulos, una síntesis hecha por el apóstol y las adiciones del editor final.
Muchos críticos fechan la escritura del Evangelio en los últimos cuatro o cinco años del primer siglo, aunque como ya se ha dicho, algunos eligen incluso una fecha muy posterior, típicamente en la época de Ireneo. Si este fuera el caso, y si el "discípulo amado", fuese Juan el Apóstol u otro seguidor de Jesús, fuera el principal autor, debería haber tenido unos 90 años en la fecha de la composición, lo que sería una edad muy remarcable para el siglo I, cuando las esperanzas de vida eran mucho más cortas. Por otro lado, si en realidad vivió hasta tal edad, se explicaría entonces la tradición sacada de Juan 21, de que muchos creían que Jesús había dicho que el "discípulo amado" nunca moriría.

## Primera epístola
La fraseología de esta primera carta de Juan es muy similar a aquella del Cuarto Evangelio, por lo que la cuestión de la autoría es usualmente conectada con la cuestión de la autoría del evangelio. Hay varios usos de frases que ocurren solamente en el Evangelio y en la Primera Epístola, y en ningún otro lado del Nuevo Testamento, como "tener pecado", "hacer la verdad", "resto" en cierto estado místico (en el Padre, en el Hijo, en mi amor), etc. Ambas obras tienen un sabor semítico que tiende a lo griego -- muchos enunciados comienzan con "todos" o con "y", el uso de la "inclusión literaria" (la repetición de una frase para indicar que el material entre ambas inclusiones viene junto), uso mínimo de partículas griegas ilativas. Ambas obras tienen los mismos conceptos básicos: el mundo, el Único elegido, la encarnación, el paso de la muerte a la vida, la verdad y las mentiras, etc.
De acuerdo con Eusebio, el libro no estuvo dentro de aquellos cuya canonicidad estuvo en duda; sin embargo, no está incluido en el antiguo canon Sirio. Teodoro de Mopsuestia también presentó una opinión negativa sobre su canonicidad. Fuera del mundo Sirio, el libro tiene varios testigos tempranos, y parece que fue ampliamente aceptado.
Dada la similitud con el Evangelio, muchos críticos le dan la misma autoría a la Epístola que la que le dan al Evangelio. Muchos se refieren a una escuela juanina de la cual la letra fue producida, posiblemente de la mano del apóstol mismo.

## Segunda y tercera epístolas
Aunque la tradición normalmente le asigna la segunda y tercera epístolas a Juan el Apóstol, el hecho de que el autor se identifique a sí mismo como "el presbítero" (o "el sacerdote") deja dudas sobre esta asignación tradicional, incluso en la Iglesia primitiva. Como hay suficientes similitudes literarias y teológicas con la primera epístola, estas dos últimas normalmente se asume que vienen del mismo círculo teológico. Por ello, muchos escolares asumen que el autor de estos libros sería cierta personalidad del círculo de discípulos de Juan. Las similitudes entre ambos libros hacen que sea poco probable que tengan dos autores separados. Este autor hipotético es usualmente llamado "Juan el Presbítero" para distinguirlo del apóstol.
La leyenda medieval, por otra parte, hizo equivalentes a "Juan el Presbítero" con "Juan el Apóstol", y como muchos leían el capítulo 21 del Evangelio como un indicador de que Juan el Apóstol nunca murió, se produjo la historia del Preste Juan, que se decía era el Apóstol, aún vivo y escribiendo en la Edad Media.

## Apocalipsis
El autor del libro del Apocalipsis se identifica a sí mismo como "Juan", por lo que el libro se le ha acreditado tradicionalmente a Juan el Apóstol. Se ha encontrado evidencia de esta identificación desde Justino Mártir en su Diálogo con Trifón. Otros testigos de esta tradición son Papías, Melitón, Ireneo, Clemente de Alejandría, Hipólito, y Tertuliano.
Las primeras dudas sobre la autoría apostólica del libro vinieron en el siglo III. El presbítero Cayo de Roma (uno de los "alogis" a qué se refería Epifanio de Salamina) identificaba el gnóstico Cerinto como el autor. El obispo Dionisio de Alejandría rechazaba la autoría apostólica, pero aceptaba su canonicidad. Más radicalmente en el siglo IV, la mayoría de la Iglesia Oriental rechazaba su canonicidad. Este punto de vista era compartido por varios Padres de la Iglesia, como Cirilo de Jerusalén, Gregorio de Nacianzo, Juan Crisóstomo y Teodoreto. También era rechazado en Siria.
La cuestión de la canonicidad fue reabierta en occidente por los Protestantes de la Reforma. Por otra parte, el Concilio de Trento de la Iglesia católica, reafirmó su canonicidad. Hoy en día casi todos los cristianos aceptan este libro como parte del canon.
Hay muchas afinidades entre este libro y el Cuarto Evangelio: el uso de alegorías, simbolismo, y metáforas similares como "el agua viva", "el pastor", "el cordero", y "el mana". Sin embargo, las diferencias entre ambos son probablemente mucho más notables. El libro del Apocalipsis no entra en varios de los típicos temas juaninos, como la luz, la oscuridad, la verdad, el amor y "el mundo" en un sentido negativo. La escatología de ambas obras es también muy diferente.
Una identificación precisa del autor es casi imposible debido a la falta de evidencia. Sin embargo, la obra es por lo general asignada a un círculo de discípulos cercanos al Apóstol Juan. La fecha de composición es ampliamente discutida. Ireneo menciona el final del reinado de Domiciano (lo cual repiten Eusebio y Jerónimo). Ésta es la opinión más común entre varios críticos modernos que consideran la obra como escrita de una sola vez. Sin embargo, Epifanio cita la composición en el reino de Claudio, y el Fragmento muratoriano sugiere la composición en tiempos de Nerón.
Algunos exégetas (Touilleux, Gelin, Feuillet) distinguen dos fechas: la publicación (bajo Domiciano) y la fecha de las visiones (bajo Vespasiano). De acuerdo con estas teorías, varios editores habrían retocado el documento. El fechado de la obra es aún muy debatido en la comunidad de estudiosos.